# John L. Walters
John L. Walters (* 16. April 1953 in Chesterfield, Derbyshire, England) ist ein britischer Zeitschriften-Herausgeber, Kritiker, Musikproduzent und Komponist.

## Leben
Walters hat einen Abschluss in Mathematik und Physik vom King’s College London. Er ist einer der Gründer der Jazzrock- und Synthpop-Band Landscape, die von 1974 bis 1981 bestand und 1981 die Hits Einstein A Go-Go und Norman Bates hatte. In den 1980er Jahren produzierte er Rock- und Pop-Musik und arbeitete als Produzent unter anderem mit Kate Bush, Twelfth Night, Swans Way, Mike Gibbs. 1987 bis 1997 war er Mitglied des elektronischen Jazzorchesters Zyklus, mit Neil Ardley, Warren Greveson, Ian Carr.
1992 gründete er mit Laurence Aston das Audio-Journal Unknown Public. Später gründete er das Label SoundCircus mit der Pianistin Joanna MacGregor und dem Produzenten James Mallinson. Er schrieb als Kritiker für The Guardian, für Architectural Review und andere Zeitschriften und gab ab 1999 das vierteljährliche Grafikdesign-Magazin Eye heraus.